# (22038) Margarshain
(22038) Margarshain (1999 XJ182) – planetoida z pasa głównego asteroid okrążająca Słońce w ciągu 3,35 lat w średniej odległości 2,24 j.a. Odkryta 12 grudnia 1999 roku.